# 利肖
利肖（義大利語：Lisio），是意大利库内奥省的一个市镇。总面积8平方公里，人口226人，人口密度28.3人/平方公里（2009年）。ISTAT代码为004111。